# Ponte Saint-Martial
Il ponte Saint-Martial, a Limoges, fu costruito nel 1215 sui resti di un ponte gallo-romano.

## Storia
Si trova sotto l'ex foro gallo-romano - l'attuale municipio - come estensione del precedente "cardo maximus", l'asse principale nord-sud della città antica. Questo ponte fu originariamente costruito dai Romani per attraversare il fiume Vienne e facilitare il commercio sulla strada che collegava Avaricum (Bourges) al sud della Gallia. Nel 1182 Enrico II Plantageneto, re d'Inghilterra, duca di Aquitania e quindi sovrano di Limoges, fece distruggere il ponte gallo-romano per punire la città della sua infedeltà. Il ponte fu ricostruito solo ventitré anni dopo sulle fondamenta dell'antico edificio.
Il 20 luglio 1908, venne classificato come monumento storico.

## Descrizione
Il ponte ha sette archi ogivali. Un piccolo nucleo abitato si era sviluppato sulla riva destra del Vienne attorno alla chiesa di Sainte-Félicité. Ci sono ancora alcune case medievali e classiche, una delle quali ospitò Molière durante una notte del 1669. Oggi sembra isolata dal resto della città, dominata dal ponte della Rivoluzione, il quai Saint-Martial, e sull'altra riva dalla strada di Babilonia estensione della strada di Nexon.